# Сантагано-Горчакова, Александра Александровна
Александра Александровна Сантагано-Горчакова (урождённая фон Мензенкампф, в замужестве Горчакова, выступала под псевдонимом Сантагано; 24 января (5 февраля) 1842, Харьковская губерния — 25 марта (7 апреля) 1913, Киев) — российская оперная певица (сопрано), музыкальный педагог и переводчица.
Начала заниматься музыкой в Полтаве у Алоиза Едлички. Несколько лет училась в Петербургском Патриотическом институте. Обучалась вокалу у Пьетро Репетто. В 1867—1871 гг. пела на сцене Киевской оперы, на рубеже 1870-80-х гг. гастролировала в Италии с собственной труппой, пропагандируя русскую музыку — в частности, в 1874 г. в Милане по её инициативе была поставлена «Жизнь за царя» Глинки, причём Горчакова сама перевела либретто на итальянский язык и отчасти финансировала постановку. На русский же язык Горчакова перевела около 75 оперных либретто, в том числе к операм Жоржа Бизе «Кармен», Камиля Сен-Санса «Самсон и Далила», Амбруаза Тома «Гамлет», Жюля Массне «Вертер», Фелисьена Давида «Лалла-Рук»; возможно, ей принадлежит и русский текст популярной «Элегии» Массне.
Оставив сцену, Горчакова стала заметным вокальным педагогом. До 1892 г. она преподавала в Одессе, одновременно выступая как музыкальный критик в газетах «Новороссийский телеграф» и «Одесский листок», в 1892—1897 гг. работала в Москве в музыкально-драматическом училище Московского филармонического общества, после 1897 г. преподавала в Киеве. Среди её учеников, в частности, Софья Друзякина, Марта Закревская, Лидия Улуханова и Леонид Собинов, в судьбе которого, по его воспоминаниям, Горчакова сыграла важную роль. Собинов же опубликовал в газете «Киевская мысль» прочувствованный некролог Сантагано-Горчаковой.